# Chodzież (stacja kolejowa)
Chodzież – stacja kolejowa w Chodzieży, w woj. wielkopolskim, w Polsce. Mieści się przy ulicy Dworcowej. Została zbudowana w XIX wieku.

## Ruch pasażerski
| Rok  | Wymiana pasażerska na dobę |
| ---- | -------------------------- |
| 2017 | 500-699                    |
| 2022 | 700-999                    |

W latach 2012–2013 przeprowadzono kosztem ponad 3 mln zł remont dworca, inwestycja została sfinansowana z budżetu państwa i środków własnych PKP SA. Uroczyste otwarcie zmodernizowanego dworca miało miejsce 12 kwietnia 2013.
W roku 2020 doszło do kolejnego remontu dworca. W ramach remontu linii kolejowej Poznań - Piła zmodernizowano perony i przejście podziemne.